# Matilda Forslund
Matilda Forslund, född 9 november 1989, är en svensk fotbollsspelare vars moderklubb är Ragvaldsträsk IF. Hon har spelat i Damallsvenskan för Sunnanå SK säsongerna 2008–2010. Forslund gick till Sunnanå SK efter ha spelat i Umeå Södra FF och hjälpt laget att gå upp i Allsvenskan.
2012 spelade hon i Hammarby.